# Liste der Kulturdenkmäler in Ruppertenrod
Die folgende Liste enthält die in der Denkmaltopographie ausgewiesenen Kulturdenkmäler auf dem Gebiet des Ortsteils Ruppertenrod der Gemeinde Mücke, Vogelsbergkreis, Hessen.
Hinweis: Die Reihenfolge der Denkmäler in dieser Liste orientiert sich an der Anschrift, alternativ ist sie auch nach der Bezeichnung, der vom Landesamt für Denkmalpflege vergebenen Nummer oder der Bauzeit sortierbar.
Kulturdenkmäler werden fortlaufend im Denkmalverzeichnis des Landes Hessen durch das Landesamt für Denkmalpflege Hessen auf Basis des Hessischen Denkmalschutzgesetzes (HDSchG) geführt. Die Schutzwürdigkeit eines Kulturdenkmals hängt nicht von der Eintragung in das Denkmalverzeichnis des Landes Hessen oder der Veröffentlichung in der Denkmaltopographie ab.

Die bisher bekannten Bau- und Kunstdenkmäler hat das Landesamt für Denkmalpflege Hessen in sogenannten Arbeitslisten erfasst. Den Arbeitslisten liegen Erkenntnisse aus Akten, Ortsbegehungen und Denkmalinventaren, jedoch keine neuere systematische Forschung, zugrunde. Die Benehmensherstellung mit der Gemeinde gemäß § 11 Abs. 1 HDSchG ist noch nicht erfolgt.
Das Vorhandensein oder Fehlen eines Objekts in dieser Liste ist keine rechtsverbindliche Auskunft darüber, ob es Kulturdenkmal ist oder nicht: Diese Liste entspricht möglicherweise nicht dem aktuellen Stand der offiziellen Denkmaltopographie. Diese ist für Hessen in den entsprechenden Bänden der Denkmaltopographie Bundesrepublik Deutschland und im Internet unter DenkXweb – Kulturdenkmäler in Hessen einsehbar. Auch diese Quellen sind, obwohl sie durch das Landesamt für Denkmalpflege Hessen aktualisiert werden, nicht immer aktuell, da es im Denkmalbestand immer wieder Änderungen gibt.
Eine verbindliche Auskunft erteilt allein das Landesamt für Denkmalpflege Hessen.
Nutze diese Kartenansicht, um Koordinaten in der Liste zu setzen. In dieser Kartenansicht sind Kulturdenkmale ohne Koordinaten mit einem roten bzw. orangen Marker dargestellt und können in der Karte gesetzt werden. Kulturdenkmale ohne Bild sind mit einem blauen bzw. roten Marker gekennzeichnet, Kulturdenkmale mit Bild mit einem grünen bzw. orangen Marker.
| Bild                   | Bezeichnung                                               | Lage                                                         | Beschreibung                      | Bauzeit | Objekt-Nr. |
| ---------------------- | --------------------------------------------------------- | ------------------------------------------------------------ | --------------------------------- | ------- | ---------- |
| Bild gesucht BW        |                                                           | Hindenburgstraße 7 LageFlur: 6, Flurstück: 125               |                                   |         | 813385 DDB |
| Bild gesucht BW        |                                                           | Hindenburgstraße 17/17a LageFlur: 6, Flurstück: 118/1, 118/2 |                                   |         | 813344 DDB |
| Bild gesucht BW        |                                                           | Hindenburgstraße 18 LageFlur: 6, Flurstück: 34/1             |                                   |         | 813255 DDB |
| Bild gesucht BW        | Ochsenstall                                               | Hintergasse 1 LageFlur: 6, Flurstück: 20/1                   |                                   |         | 938836 DDB |
| Bild gesucht BW        |                                                           | Hintergasse 5 LageFlur: 6, Flurstück: 20/1                   |                                   |         | 813258 DDB |
| weitere Bilder         |                                                           | Hintergasse 12 LageFlur: 6, Flurstück: 344                   |                                   |         | 813248 DDB |
| Bild gesucht BW        | Grabmal und Gefallenendenkmal auf dem ehemaligen Friedhof | Hintergasse (neben Nr. 19) LageFlur: 6, Flurstück: 7         |                                   |         | 813253 DDB |
| weitere Bilder         |                                                           | Mühlgasse 1 LageFlur: 6, Flurstück: 219/3                    |                                   |         | 813260 DDB |
| Bild gesucht BW        |                                                           | Mühlgasse 23 LageFlur: 6, Flurstück: 190/1                   |                                   |         | 938837 DDB |
| Bild gesucht BW        |                                                           | Mühlgasse 28 LageFlur: 6, Flurstück: 155/1                   |                                   |         | 814009 DDB |
| Bild gesucht BW        |                                                           | Mühlgasse 32 LageFlur: 6, Flurstück: 157/1                   |                                   |         | 938838 DDB |
| weitere Bilder         | Evangelische Kirche                                       | Unterdorf 2 LageFlur: 6, Flurstück: 222/1                    | Fachwerkkirche                    | 1711    | 813941 DDB |
| weitere Bilder         |                                                           | Unterdorf 4 LageFlur: 6, Flurstück: 224                      |                                   |         | 813343 DDB |
| Unterdorf 11           |                                                           | Unterdorf 11 LageFlur: 6, Flurstück: 352                     |                                   |         | 813955 DDB |
| Bild gesucht BW        | Ehemalige Schule                                          | Unterdorf 18 LageFlur: 6, Flurstück: 268/1                   | Heutige Nutzung als Kindergarten. |         | 813252 DDB |
| Ehemalige Brückenmühle | Ehemalige Brückenmühle                                    | Unterdorf 25 LageFlur: 6, Flurstück: 304/4                   |                                   |         | 813254 DDB |